# Joes lya
Joes lya (engelska: Joe's Apartment) är en amerikansk musikalisk komedifilm från 1996 i regi av John Payson. Det var den första filmen som produceras av MTV Films och den baserades på en kortfilm från 1992 som gjordes för MTV. I huvudrollerna ses Jerry O'Connell och Megan Ward.

## Handling
Joe har dåligt med pengar när han kommer direkt från University of Iowa till New York, han behöver både boende och jobb omgående. Fru Grotowski har precis avlidit och konstnären Walter hjälper Joe att ta över en lägenhet i en byggnad som ska rivas. Senator Dougherty vill tömma byggnaden, han avser bygga ett fängelse på platsen. Han tar hjälp av gangstern Alberto Bianco och hans syskonbarn, Vlad och Jesus för att skrämma bort hyresgästerna.
Joe upptäcker när han flyttat in att han har ungefär 20-30 000 rumskamrater, alla pratande, sjungande kackerlackor som är tacksamma för att det är en slusk som har flyttat in. Kackerlackorna, under ledning av Ralph, hjälper till att skrämma bort ligisterna. Joe finner till slut ett jobb som trummis i Walter Shits band. När han sätter upp affischer för SHIT, träffar Joe senator Doughertys dotter Lily som har ett eget projekt, en trädgård för de boende i Joes hus.

## Rollista i urval
- Jerry O'Connell - Joe
- Megan Ward - Lily Dougherty
- Jim Turner - Walter Shit
- Sandra Denton - Blank
- Robert Vaughn - Senator Dougherty
- Don Ho - Alberto Bianco
- Jim Sterling - Jesus Bianco
- Shiek Mahmud-Bey - Vladimir Bianco
- David Huddleston - P.I. Smith
- Vincent Pastore - mäklare

Kackerlackornas röster
- Billy West - Ralph
- Reginald Hudlin - Rodney
- Jim Turner
- Jim Sterling
- Dave Chappelle
- Tim Blake Nelson
- Rick Aviles